# Rallye de Grande-Bretagne 1987
Le Rallye de Grande-Bretagne 1987 (43rd Lombard RAC Rally), disputé du 22 au 25 novembre 1987, est la cent-soixantième-treizième manche du championnat du monde des rallyes (WRC) courue depuis 1973 et la treizième et dernière manche du championnat du monde des rallyes 1987.

## Classement général
| Pos | No | Pilote           | Copilote         | Voiture                 | Temps           | Écart         | Groupe |
| --- | -- | ---------------- | ---------------- | ----------------------- | --------------- | ------------- | ------ |
| 1   | 4  | Juha Kankkunen   | Juha Piironen    | Lancia Delta HF 4WD     | 5 h 26 min 36 s |               | A      |
| 2   | 3  | Stig Blomqvist   | Bruno Berglund   | Ford Sierra RS Cosworth | 5 h 30 min 16 s | + 3 min 40 s  | A      |
| 3   | 18 | Jimmy McRae      | Ian Grindrod     | Ford Sierra RS Cosworth | 5 h 30 min 16 s | + 3 min 40 s  | A      |
| 4   | 7  | Mikael Ericsson  | Claes Billstam   | Lancia Delta HF 4WD     | 5 h 35 min 11 s | + 8 min 35 s  | A      |
| 5   | 2  | Markku Alén      | Ilkka Kivimäki   | Lancia Delta HF 4WD     | 5 h 35 min 26 s | + 8 min 50 s  | A      |
| 6   | 19 | David Llewellin  | Phil Short       | Audi Coupé Quattro      | 5 h 45 min 41 s | + 19 min 05 s | A      |
| 7   | 21 | Mats Jonsson     | Johnny Johansson | Opel Kadett GSI         | 5 h 48 min 36 s | + 22 min 00 s | A      |
| 8   | 26 | Carlos Sainz     | Antonio Boto     | Ford Sierra RS Cosworth | 5 h 49 min 16 s | + 22 min 40 s | A      |
| 9   | 5  | Kenneth Eriksson | Peter Diekmann   | Volkswagen Golf GTI     | 5 h 51 min 20 s | + 24 min 44 s | A      |
| 10  | 35 | Roger Ericsson   | Per Rosendahl    | Subaru RX Turbo         | 5 h 58 min 36 s | + 32 min 00 s | A      |